# Włókna chemiczne
Włókna chemiczne – włókna wytwarzane  różnych procesach technologicznych, których klasyfikacja wyróżnia:
- włókna sztuczne – otrzymywane przez chemiczną obróbkę naturalnych biopolimerów (np. celuloza, kazeina),
- włókna syntetyczne – otrzymywane z polimerów otrzymywanych w wyniku procesów polimeryzacji monomerów (np. poliamidy, poliestry, poliuretany),
- włókna nieorganiczne – takie jak np. włókna szklane, metalowe, z tlenków metali (ogniotrwałe).